# 南牟礼豊蔵
南牟礼 豊蔵（みなみむれ とよぞう、1960年12月9日 - ）は、宮崎県都城市出身の元プロ野球選手（外野手）。

## 来歴・人物
1960年12月9日に宮崎県都城市で生まれる。「南牟礼」という名字は鹿児島県東部の大隅半島付近を発祥と言われ、鹿児島県大隅町に多いとされる。全国的には僅か40名ほどしか確認されていないという。
宮崎県立都城工業高等学校では黒原祐二（のちに西武ライオンズ）と同期で、卒業後は電電九州に就職して1980年から2年連続で都市対抗野球大会に出場を果たす。
1981年のドラフト会議で阪急ブレーブスから3巡目で指名されたが、電電九州は他に横浜大洋ホエールズから右田一彦が1巡目、村岡耕一が3巡目で指名されており、同い年かつ同期入社組3名が揃ってプロ入りを果たした。契約金は1位指名石嶺和彦4000万円を凌ぐ5000万円であった。担当スカウト山本公士。
1983年にプロ初本塁打を放つが、バントの構えからのヒッティングで本塁打となった。これに対して、当時広島東洋カープからトレードで加入したばかりの水谷実雄から「バスターは転がすもの。フライを打ってたまたま入った本塁打を喜ぶな」と怒られてしまい、苦い初本塁打となってしまう。
1989年は開幕から先発起用され、4月末の時点で打率.327を記録して打撃成績上位に名を連ねていたが、5月に入ると打撃の調子が下降し、シーズン中盤以降は本西厚博・熊野輝光の起用が増え、次第に試合終盤の途中出場に留まる。それでも自己最多となる106試合に出場。
1990年には背番号を0へ変更したが、試合出場数は大幅に少ない14試合に終わる。
1991年に土井正三が監督に就任すると戦力構想から外れ、かつての同僚である大橋穣が在籍している中日ドラゴンズの監督である星野仙一に直訴し、同年5月に川畑泰博との交換トレードで中日へ移籍する。
1992年から1993年にかけてはほとんど出場機会がなく、1993年10月13日に球団から戦力外通告を受けた。20日に自由契約選手となり、同年11月8日に阪神タイガースへ入団することが発表された。年俸は中日時代から300万円ダウンの1650万円、背番号は35。
1994年には外野守備に不安がある石嶺和彦の補佐として重用され、打撃面でも勝負強さから真弓明信、長嶋清幸、米崎薫臣とともに代打四人衆として活躍した。
1995年1月17日に発生した阪神・淡路大震災では同僚の弓長起浩と被災地に出向き、炊き出しや飲料水、携帯ガスコンロ、オムツ、風邪薬などを被災地に運んで被災者を救護する活動を行った。同年は一軍出場が無いままシーズン終了後に自由契約を言い渡され、翌1996年2月に福岡ダイエーホークスから入団テストを受験するよう勧誘されたが、受験中に膝を外す重傷を負ったことで断念し、そのまま現役を引退した。
1997年からラジオ関西の野球解説者として活動した。また、プロ野球マスターズリーグでは「大阪ロマンズ」に所属し、2001年度（初年度）は内野手不足のために現役時代には馴染みの無い遊撃手として活躍し、ベストナインに選ばれた。
一方で、1996年に整体師の資格を取得し、2005年に柔道整復師の専門学校を卒業して国家資格を取得後、兵庫県西宮市に「みなみむれ接骨院」を開業した。

## 詳細情報

### 年度別打撃成績
| 年 度      | 球 団           | 試 合 | 打 席 | 打 数 | 得 点 | 安 打 | 二 塁 打 | 三 塁 打 | 本 塁 打 | 塁 打 | 打 点 | 盗 塁 | 盗 塁 死 | 犠 打 | 犠 飛 | 四 球 | 敬 遠 | 死 球 | 三 振 | 併 殺 打 | 打 率 | 出 塁 率 | 長 打 率 | O P S |
| ---------- | --------------- | ----- | ----- | ----- | ----- | ----- | -------- | -------- | -------- | ----- | ----- | ----- | -------- | ----- | ----- | ----- | ----- | ----- | ----- | -------- | ----- | -------- | -------- | ----- |
| 1982       | 阪急 オリックス | 6     | 6     | 6     | 2     | 2     | 0        | 0        | 0        | 2     | 0     | 0     | 1        | 0     | 0     | 0     | 0     | 0     | 2     | 0        | .333  | .333     | .333     | .667  |
| 1983       | 阪急 オリックス | 84    | 137   | 125   | 24    | 28    | 2        | 2        | 2        | 40    | 13    | 11    | 4        | 1     | 2     | 9     | 0     | 0     | 19    | 3        | .224  | .272     | .320     | .592  |
| 1984       | 阪急 オリックス | 30    | 17    | 16    | 5     | 4     | 1        | 0        | 0        | 5     | 5     | 3     | 0        | 1     | 0     | 0     | 0     | 0     | 2     | 0        | .250  | .250     | .313     | .563  |
| 1986       | 阪急 オリックス | 71    | 128   | 121   | 7     | 26    | 3        | 0        | 0        | 29    | 7     | 4     | 0        | 1     | 0     | 6     | 0     | 0     | 20    | 4        | .215  | .252     | .240     | .492  |
| 1987       | 阪急 オリックス | 2     | 3     | 3     | 0     | 0     | 0        | 0        | 0        | 0     | 0     | 0     | 0        | 0     | 0     | 0     | 0     | 0     | 0     | 0        | .000  | .000     | .000     | .000  |
| 1988       | 阪急 オリックス | 51    | 86    | 74    | 9     | 18    | 2        | 2        | 0        | 24    | 7     | 0     | 2        | 5     | 1     | 6     | 0     | 0     | 11    | 3        | .243  | .296     | .324     | .621  |
| 1989       | 阪急 オリックス | 106   | 192   | 156   | 18    | 44    | 8        | 0        | 2        | 58    | 17    | 9     | 3        | 14    | 1     | 21    | 3     | 0     | 23    | 6        | .282  | .365     | .372     | .737  |
| 1990       | 阪急 オリックス | 14    | 7     | 7     | 3     | 2     | 1        | 0        | 0        | 3     | 1     | 2     | 0        | 0     | 0     | 0     | 0     | 0     | 2     | 0        | .286  | .286     | .429     | .714  |
| 1991       | 阪急 オリックス | 9     | 7     | 4     | 1     | 0     | 0        | 0        | 0        | 0     | 0     | 1     | 0        | 0     | 0     | 2     | 0     | 1     | 1     | 1        | .000  | .429     | .000     | .429  |
| 1991       | 中日            | 52    | 129   | 118   | 14    | 35    | 5        | 0        | 6        | 58    | 14    | 0     | 2        | 5     | 0     | 6     | 0     | 0     | 17    | 6        | .297  | .331     | .492     | .822  |
| '91計      | 中日            | 61    | 136   | 122   | 15    | 35    | 5        | 0        | 6        | 58    | 14    | 1     | 2        | 5     | 0     | 8     | 0     | 1     | 18    | 7        | .287  | .336     | .475     | .811  |
| 1992       | 中日            | 18    | 23    | 22    | 3     | 4     | 0        | 0        | 1        | 7     | 1     | 0     | 0        | 1     | 0     | 0     | 0     | 0     | 4     | 1        | .182  | .182     | .318     | .500  |
| 1993       | 中日            | 7     | 6     | 6     | 0     | 1     | 0        | 0        | 0        | 1     | 1     | 0     | 0        | 0     | 0     | 0     | 0     | 0     | 2     | 1        | .167  | .167     | .167     | .333  |
| 1994       | 阪神            | 96    | 96    | 89    | 20    | 22    | 3        | 1        | 2        | 33    | 12    | 2     | 3        | 0     | 0     | 7     | 1     | 0     | 19    | 0        | .247  | .302     | .371     | .673  |
| 通算：12年 | 通算：12年      | 546   | 837   | 747   | 106   | 186   | 25       | 5        | 13       | 260   | 78    | 32    | 15       | 28    | 4     | 57    | 4     | 1     | 122   | 25       | .249  | .302     | .348     | .650  |

- 阪急（阪急ブレーブス）は、1989年にオリックス（オリックス・ブレーブス）に球団名を変更

### 記録
- 初出場：1982年9月22日、対ロッテオリオンズ11回戦（阪急西宮球場）、試合開始時にボビー・マルカーノ（偵察要員）に代わり左翼手として出場
- 初安打：1982年9月25日、対日本ハムファイターズ後期13回戦（阪急西宮球場）、7回裏に間柴茂有から左前安打
- 初先発出場：1983年8月11日、対南海ホークス17回戦（大阪球場）、9番・左翼手として先発出場
- 初本塁打・初打点：1983年9月3日、対西武ライオンズ21回戦（阪急西宮球場）、4回裏に小林誠二から左越逆転決勝3ラン

### 背番号
- 32 （1982年 - 1989年）
- 0 （1990年 - 1991年途中）
- 40 （1991年途中 - 1993年）
- 35 （1994年 - 1995年）